# Grafschaft Egisheim
Die Grafschaft Egisheim mit dem Hauptort Egisheim südlich von Colmar im Oberelsass bestand im 11. und 12. Jahrhundert.
Beim Niedergang der elsässischen Gaugrafschaft Nordgau blieb Egisheim im Besitz der Etichonen, der elsässischen Herzogsfamilie und Grafen im Nordgau; die Familienmitglieder nannten sich nunmehr „von Egisheim“.

## Grafen von Egisheim

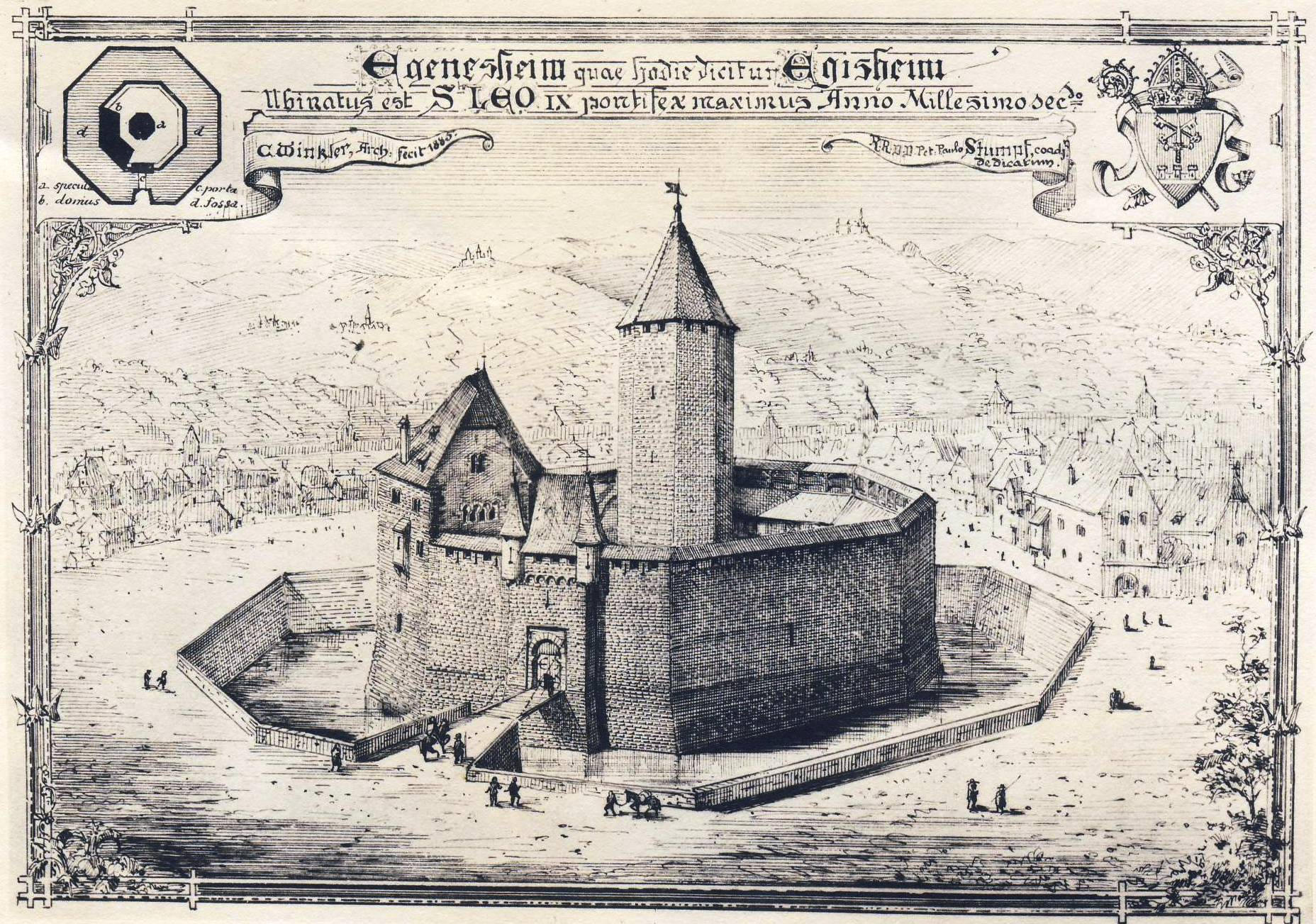
Die historische Burg Egisheim

- Hugo VI., Graf im Nordgau und Graf zu Egisheim, um 1000 ⚭ Heilwig von Dagsburg
  - Gerhard I., Graf von Egisheim, X 1038, Sohn Hugos VI.
    - Hildegard von Egisheim (ca. 1030–1094), ⚭ Friedrich von Büren (Staufer), Erbin des Heiligen Forsts mit Hagenau

  - Hugo VII., Graf von Dagsburg, † 1046/49, Bruder Gerhards I.
    - Heinrich I., Graf von Egisheim und Graf von Dagsburg, † wohl 1065, Sohn Hugos VII.
      - Gerhard II., 1065 Graf im Nordgau, 1098 Graf von Egisheim, Sohn Heinrichs I.
        - Helwidis (Hedwig), 1118 Erbin von Egisheim, † 1126; ⚭ Gerhard von Lothringen, Graf von Vaudémont (Haus Châtenois) – Nachkommen

  - Bruno von Egisheim-Dagsburg (1002–1054), ab 1049 Papst Leo IX.